# Adolf Konto
Jonas Leo Adolf Konto (Helsinque, 30 de março de 1911 — 20 de novembro de 1965) foi um velejador finlandês, medalhista olímpico. Ele competiu nos Jogos Olímpicos de Verão de 1952 na classe 6 Metre e conquistou a medalha de bronze na disputa a bordo do Ralia com Ernst Westerlund, Ragnar Jansson, Rolf Turkka e Paul Sjöberg. Ele foi o presidente do Helsinki Ballonlöjie na década de 1930.